# Böhmisches Adelskreuz

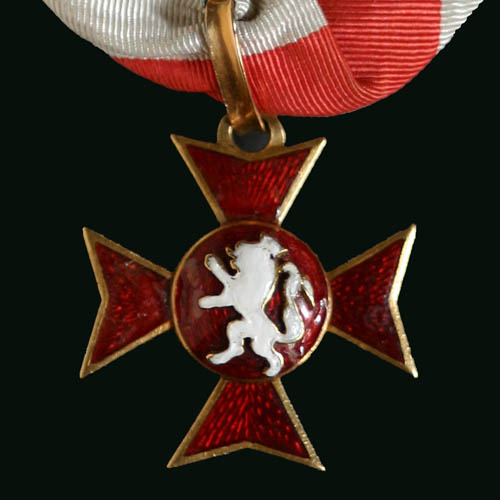
Avers

Das Böhmische Adelskreuz wurde am 3. Mai 1814 durch Kaiser Franz I. gestiftet und an Adelige verliehen, die im Königreich Böhmen über Besitz verfügten, nicht der Armee angehörten und sich im Herbst 1813 zu der von ihnen gegründeten Böhmischen Adels- oder auch Nobelgarde zusammengeschlossen haben.

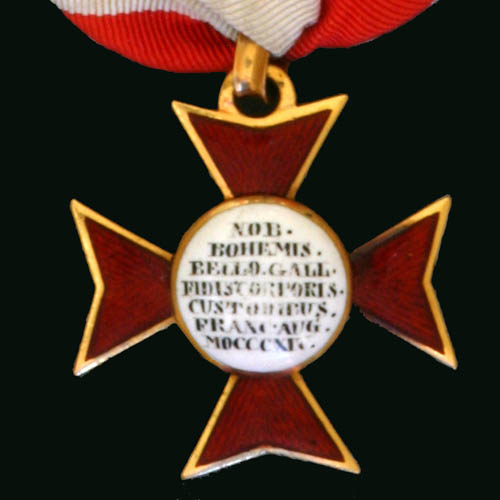
Revers

Diese Garde hatte sich zur Aufgabe gestellt, den Kaiser auf dem Feldzug gegen Napoléon im Herbst 1813 zu begleiten, ohne jedoch aktiv an Kämpfen beteiligt gewesen zu sein.
Das Ordenszeichen ist ein goldenes achtspitziges rot emailliertes Kreuz. Im Medaillon zeigt es einen weiß emaillierten, nach links blickenden aufrecht stehenden Löwen. Rückseitig die siebenzeilige Inschrift NOB. BOHEMIS. BELLOGALL. FIDIS CORPORIS CUSTODIBUS. FRANC.AUG. MDCCCXIV. (Den böhmischen Adeligen, den treuen Leibwächtern während der Franzosenkriege Kaiser Franz 1814).
Getragen wurde die Auszeichnung an einem weißen Dreiecksband mit einem breiten roten Mittelstreifen auf der linken Brust bzw. durch das Knopfloch.